# Jacqueline du Pré
Pour les articles homonymes, voir Pré (homonymie).
Jacqueline du Pré est une violoncelliste britannique, née le 26 janvier 1945 à Oxford et morte le 19 octobre 1987 à Londres. Elle fut également la partenaire musicale et l'épouse du pianiste et chef d’orchestre israélo-argentin Daniel Barenboim.
En 1976, elle est faite officier de l'ordre de l'Empire britannique.

## Biographie
Née dans une famille aisée et cultivée originaire de Jersey (îles Anglo-Normandes), Jacqueline du Pré est le deuxième des trois enfants de Derek et Iris du Pré (en) ; sa mère est pianiste. Elle a 4 ans lorsqu'elle entend pour la première fois un violoncelle à la radio,. À partir de cet instant, le son de l'instrument ne la quittera jamais. Elle commence à prendre des leçons auprès de sa mère puis, deux ans plus tard, à la London Violoncello School. Très jeune, elle participe à des concours avec sa sœur, Hilary. À 10 ans, elle gagne un prix lors d'une compétition internationale et, à 12 ans, elle joue dans un concert pour la BBC à Londres. Elle étudie avec William Pleeth (en) à la Guildhall School of Music and Drama à Londres, avec Paul Tortelier à Paris, avec Mstislav Rostropovitch en Russie et avec Pablo Casals en Suisse.
Sa carrière débute en 1961 au Wigmore Hall de Londres où elle joue sur un Stradivarius de 1673 « qu’un admirateur anonyme lui a offert trois semaines auparavant ».
Tout au long de sa carrière, Jacqueline du Pré joue avec des orchestres et des solistes prestigieux. Son enregistrement du concerto d’Elgar avec l'Orchestre symphonique de Londres, sous la direction de John Barbirolli en 1965, lui procure une reconnaissance internationale. Pour cet enregistrement, elle utilise un Stradivarius, le Davidov de 1712, que lui a offert en 1964 sa marraine Ismena Holland,.
Jacqueline du Pré joue le concerto d'Elgar lors de son premier concert aux États-Unis, le 14 mai 1965 au Carnegie Hall.

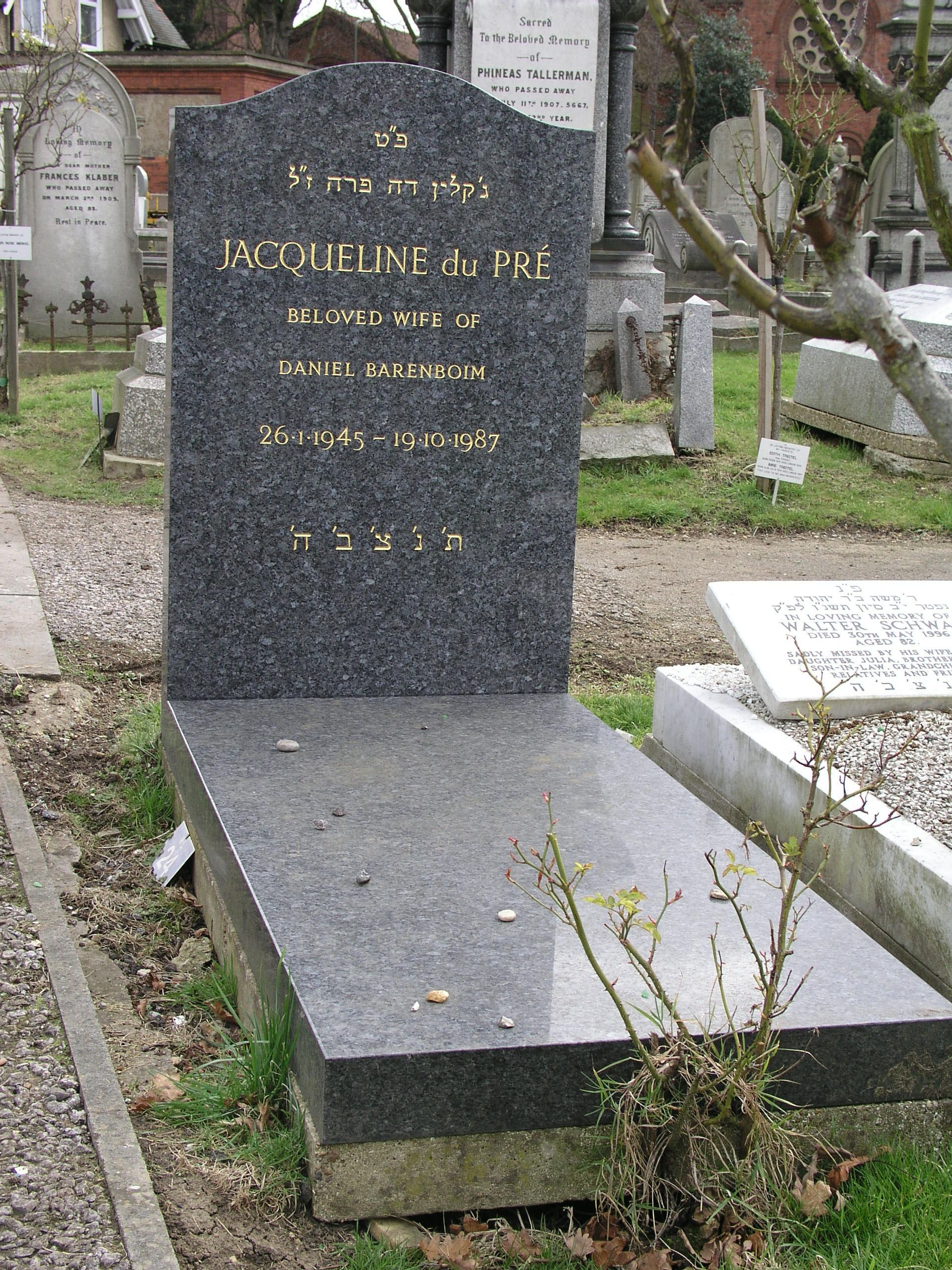
Tombe de Jacqueline du Pré dans le cimetière de Golders Green, à Londres. La mention « épouse bien aimée de Daniel Barenboim » y figure, ainsi que des inscriptions en hébreu.

Son amitié avec les musiciens Itzhak Perlman, Zubin Mehta et Pinchas Zukerman, son mariage avec Daniel Barenboim, ont inspiré le film de Christopher Nupen (en) sur leur interprétation du quintette de Schubert La Truite : La truite (1969). Les cinq se nommaient eux-mêmes « la mafia musicale juive ». Jacqueline du Pré rencontre le pianiste Daniel Barenboim le jour de Noël 1966. Leur mariage, l'année suivante, a été une des unions les plus fructueuses de l'histoire de la musique, que certains comparent à celle qui liait Clara et Robert Schumann. On peut le constater dans les nombreux concerts qu'ils donnèrent, Barenboim au piano ou à la direction d'orchestre.
Jacqueline du Pré se convertit au judaïsme à l'occasion de son mariage[réf. nécessaire].
La sœur de Jacqueline, Hilary du Pré, est mariée au chef d'orchestre Christopher « Kiffer » Finzi (en), avec qui Jacqueline eut une liaison. Selon Hilary et son frère Piers du Pré, dans leur livre Un génie dans la famille, cette relation s'est faite avec le consentement d'Hilary afin d'aider Jacqueline, alors déprimée et en proie à des comportements suicidaires. Le film d'Anand Tucker (Hilary et Jackie, 1998) présente une version voisine de ce livre (en), mais n'en est pas issu, son scénario ayant été écrit en même temps que le livre, selon son auteur Frank Cottrell-Boyce. En 1999, les enfants de Kiffer et Hilary, neveux de Jacqueline du Pré, contredisent les déclarations de leur mère et présentent une version différente des événements : leur père, un coureur de jupons, aurait alors séduit leur tante dans un moment de vulnérabilité, dans le seul but de flatter son propre ego[réf. nécessaire].
En 1971, les capacités de jeu de Jacqueline du Pré — atteinte de sclérose en plaques — entament un déclin irréversible lorsque l'artiste commence à perdre la sensibilité et la mobilité de ses doigts. Elle doit alors arrêter sa carrière pour se consacrer à l'enseignement, donnant également plusieurs classes de maîtres, enregistrées pour la télévision et largement diffusées. C'est cette maladie qui, par ses complications, cause sa mort à Londres le 19 octobre 1987, à l'âge de 42 ans ; son mari, Daniel Barenboïm, qui entre-temps avait délaissé son épouse et refait sa vie à Paris, s'est retrouvé à ses côtés pour ses derniers moments.

## Ses instruments
En 1964, Jacqueline du Pré a reçu en cadeau de sa marraine, Ismena Holland, le Stradivarius Davidov (de 1712). Celle-ci venait de l'acheter pour 90 000 dollars. Du Pré a principalement utilisé cet instrument entre 1968 et 1970, avec lequel la quasi-totalité de ses enregistrements ont été faits. En 1988, l'année suivant sa mort, la fondation Vuitton a racheté l'instrument pour un peu plus d'un million de livres, et l'a depuis prêté à Yo-Yo Ma ; ce dernier l'utilisait d'ailleurs depuis 1983.
Le Stradivarius de 1673 (en), après avoir été la propriété du violoncelliste norvégien Øyvind Gimse, a été baptisé le Du Pré Stradivarius (ou en français le « Stradivarius du Pré ») par le violoncelliste américain Lynn Harrell, ceci en hommage à Jacqueline du Pré. Harrell est mort en 2020. L'instrument est maintenant prêté sur une longue durée au violoncelliste hongrois István Várdai.
Le violoncelle Peresson de 1970 qui a également appartenu à Jacqueline du Pré est actuellement prêté à Kyril Zlotnikov du quatuor de Jérusalem.
Jacqueline du Pré a aussi possédé un Goffriller.

## Discographie partielle
- Antonín Dvořák : Concerto pour violoncelle, Orchestre symphonique de Chicago, direction Daniel Barenboim. EMI CDC-7 47614 2.
- Antonín Dvořák : Concerto pour violoncelle, Orchestre symphonique de la radio suédoise, direction Sergiu Celibidache. Concert public, 26 novembre 1967, Stockholm. Édité en 2000 : CD Teldec 8573-85340-2.
- Camille Saint-Saëns: Concerto pour violoncelle n°1, The Philadelphia Orchestra, direction Daniel Barenboim. Concert public, 23 janvier 1971, Stockholm. Édité en 2000 : CD Teldec 8573-85340-2.
- Camille Saint-Saëns: Concerto pour violoncelle n°1, Robert Schumann, Concerto pour violoncelle op.129, New Philarmonia Orchestra, direction Daniel Barenboim. Enregistré en 1969. Édité en 2017: CD Warner classics
- Edward Elgar : Concerto pour violoncelle, Orchestre symphonique de Londres, direction Sir John Barbirolli, enregistré en studio en 1965. Diverses éditions, dont CD EMI 5 55527 2 (édité en 1995).
- Johannes Brahms : Sonates pour violoncelle et piano no 1 & no 2, avec Daniel Barenboim (piano).
- Ludwig van Beethoven : Sonates pour violoncelle et piano no 3 & no 5, avec Stephen Kovacevich (piano).

## Vidéos
- Remembering Jacqueline du Pré, DVD (zone 1), 2004, EMI Classic, 56 min.
- Jacqueline du Pré in portait, DVD (zone all), 2004, Opus Arte/ Allegro films, 155 min. Comprenant notamment the Elgar Cello Concerto et Beethoven Ghost Trio.
- Jacqueline du Pré, a celebration, DVD (zone 2), The Christopher Nupen films, 2017, environ 210 min, essentiellement des interviews et des documents d'archives.

## Honneurs et distinctions
Jacqueline du Pré a été gratifiée de nombreux titres ou diplômes honorifiques de la part d'académies de musique ou d'universités pour sa contribution éminente à la musique en général et à son instrument en particulier.
En 1956, à l'âge de 11 ans, elle a été la seconde récipiendaire (après Rohan de Saram en 1955) du prestigieux prix Guilhermina Suggia et elle est encore à ce jour la plus jeune musicienne à l'avoir reçu.
En 1960, elle a gagné la médaille d'or de la Guildhall School of Music à Londres ainsi que le prix de la Reine des musiciens britanniques.
Elle a été faite officier de l'ordre de l'Empire britannique (OBE), dans le cadre de la promotion du Nouvel An de 1976 (en).
En 1977 à l'occasion de la remise des Brit Awards, elle a reçu le prix du « meilleur album de soliste classique des vingt-cinq dernières années » pour son interprétation du concerto pour violoncelle d'Edward Elgar[réf. nécessaire].

## Hommages
Une rose porte son nom (croisement de 'Radox Bouquet' et de 'Maigold', obtenteur Harkness), ainsi qu'une clématite (Clematis alpina 'Jacqueline Du Pré').
Après sa mort, le cultivar de rose portant son nom a reçu le Award of Garden Merit de la Royal Horticultural Society.
Elle a été faite Honorary Fellow du collège St Hilda, Oxford, dont le bâtiment de musique porte son nom.
En 2012, elle a été élue au Gramophone Hall of Fame.

Divers hommages
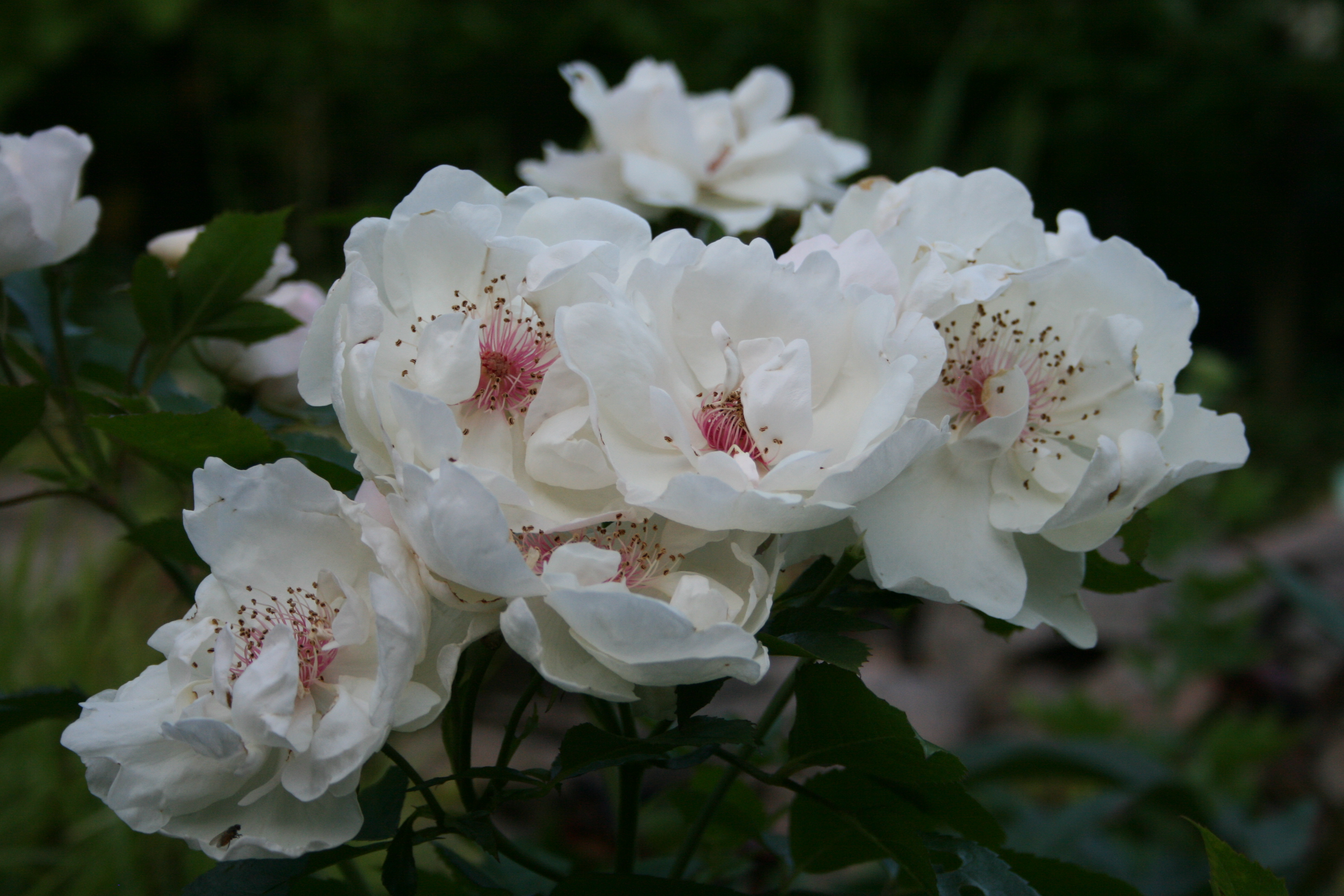
Rosa « Harwanna » 'Jacqueline du Pré'.
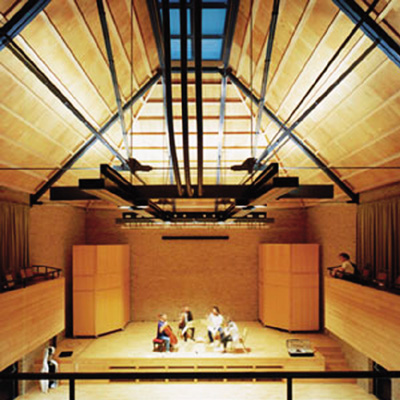
Le « Jacqueline Du Pré Music Building » au St Hilda's College (Oxford).
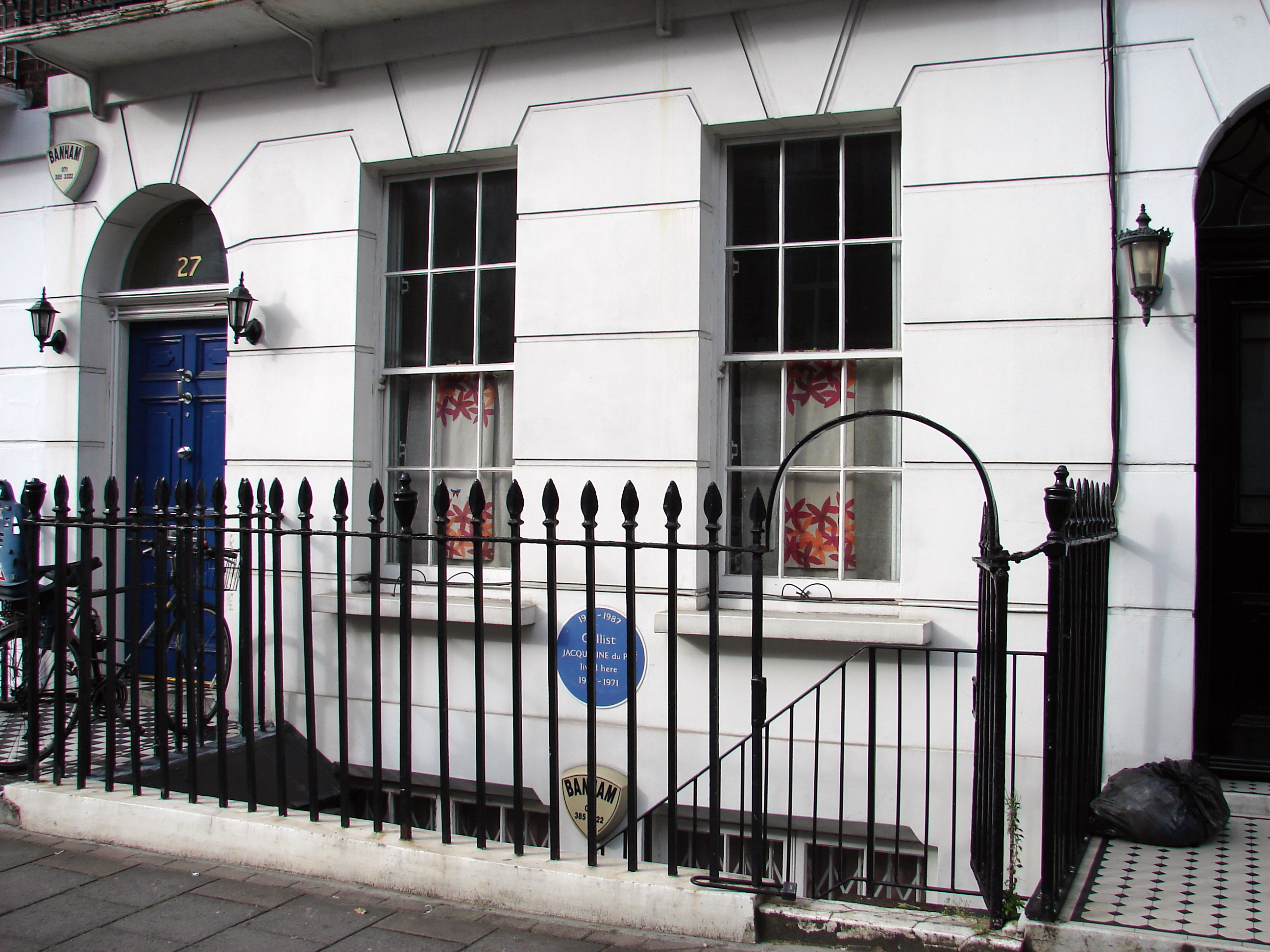
Domicile où elle a vécu avec Barenboim de 1967 à 1971 à Londres au 27 Upper Montagu Street, Marylebone. La plaque visible est grossie ci-contre.
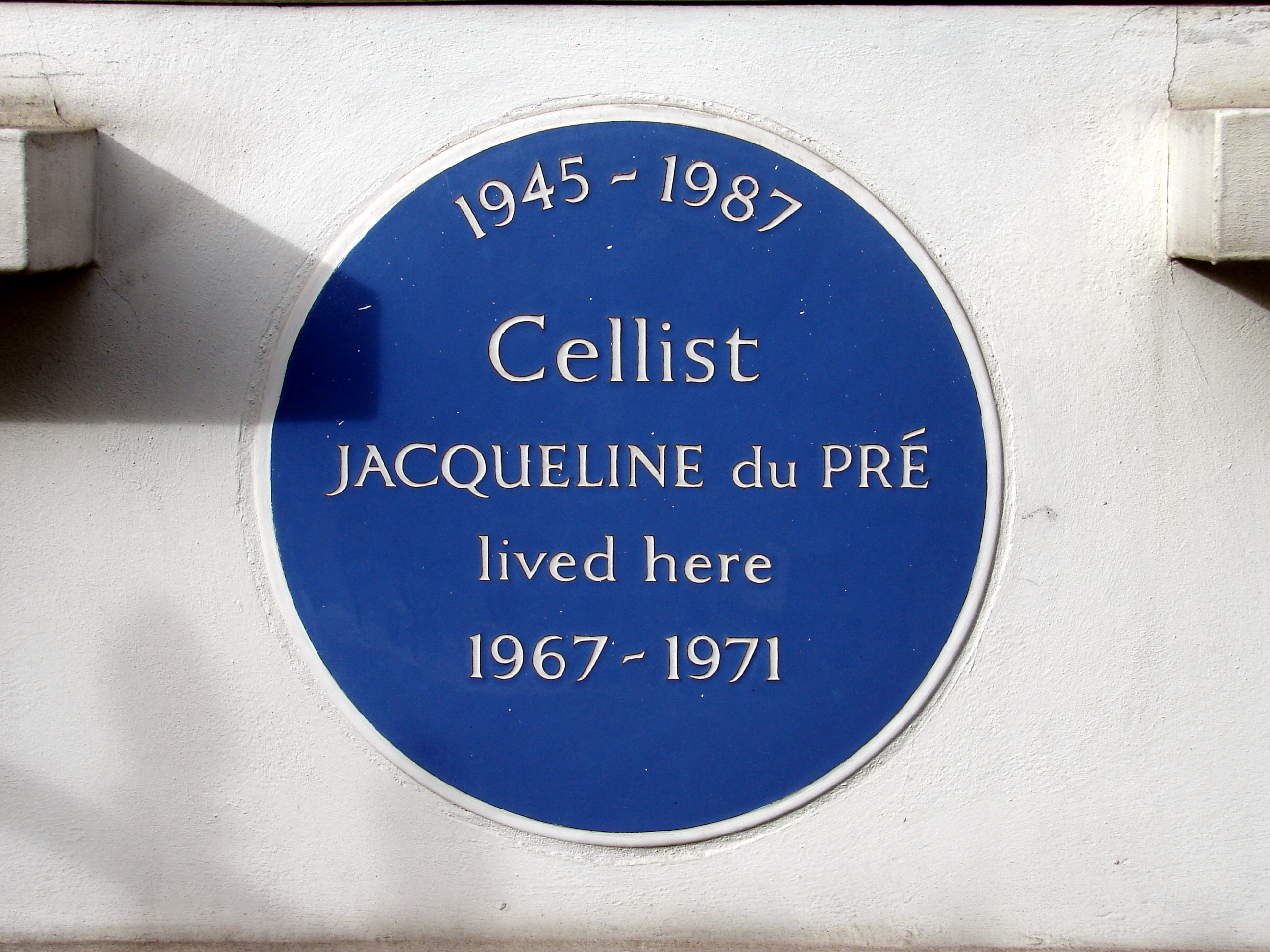
Plaque devant son domicile (1967-1971) du 27 Upper Montagu Street, Marylebone, Londres.

- Statue en bronze par Drago Marin Cherina à Kensington (en), près de Sydney, Australie (2018)

Statue en bronze par Drago Marin Cherina à Kensington, près de Sydney, Australie (2018)
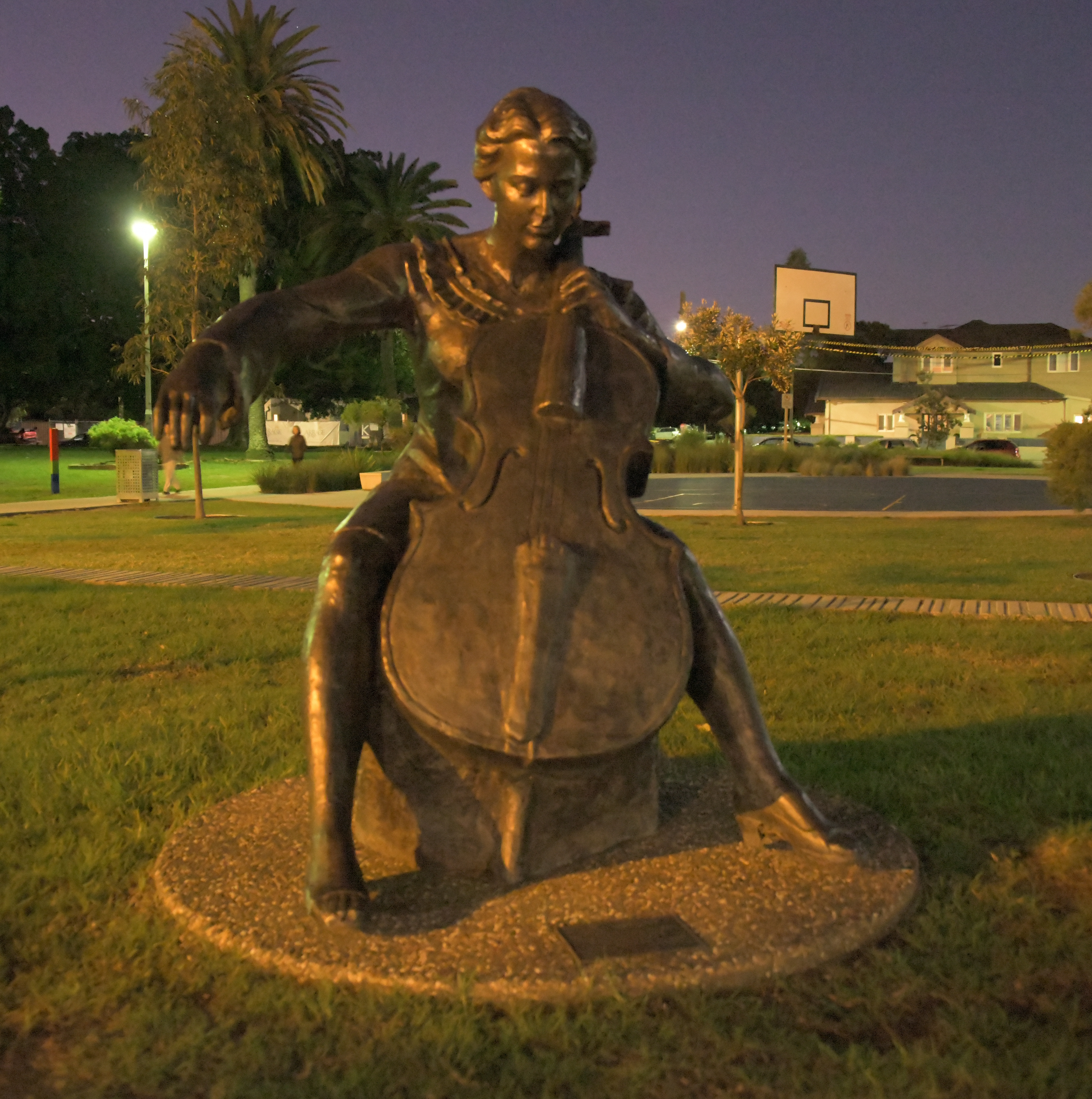
La violoncelliste à son instrument.
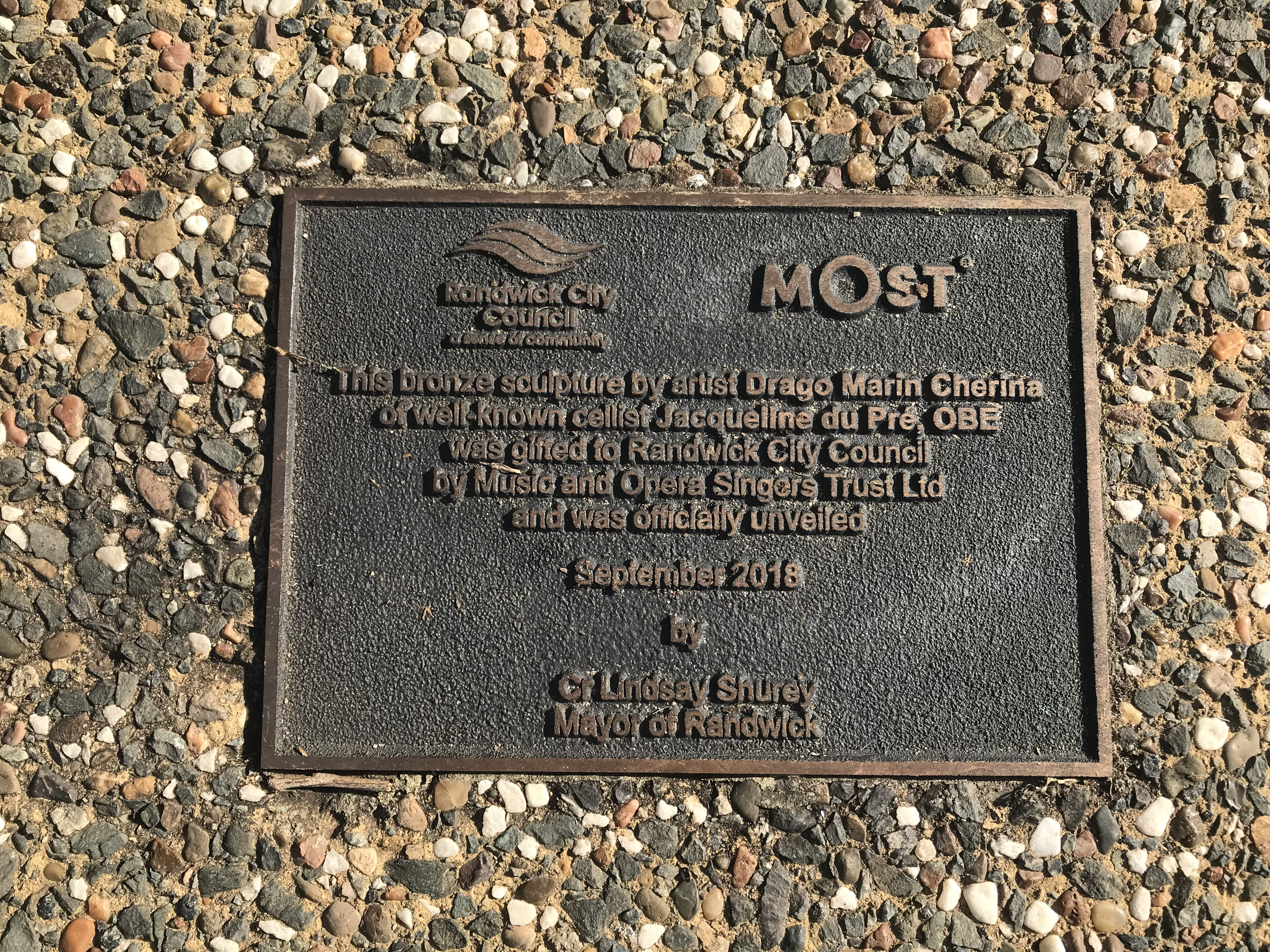
Plaque lui rendant hommage, avec les noms du sculpteur et de l'association donatrice.